# 不老騎士-歐兜邁環台日記
參數所指定的目標頁面不存在，建議更正成存在頁面或直接建立下列一個頁面（建立前請先搜尋是否有合適的存在頁面可以取代）：
- 不老騎士-13天的騎摩托車環島

《不老騎士-歐兜邁環台日記》，2012年臺灣紀錄片，記錄弘道老人福利基金會17位長者為期13天的騎摩托車環島行程。

## 紀錄片攝製來源
- 弘道老人福利基金會於2007年發起「挑戰八十、超越千里~不老騎士的歐兜邁環台日記」方案，期待能提升國人對老化的正面觀點與行動。[2]

## 影片後製與發佈
- 2008年，弘道老人福利基金會先行發布短片《不老騎士-2008搶先版》。[3]
- 2009年，弘道老人福利基金會因全力投入林邊鄉光林村之八八水災災後重建工作，原訂當年度秋天預計推出的電影長片暫緩執行。

## 劇情簡介
這不僅僅是一個普通的環島旅程，也是一個圓夢之旅。團長賴清炎說：「追求夢想時，你會忘記自己幾歲。」
平均81歲的長者，心懷18歲的騎士夢。在弘道老人福利基金會的計畫下，於2007年11月13日成行。隊伍花費為期13天的時間，終於完成了這個在眾人眼中「不可能完成的夢想」。

## 影響

### 媒體迴響
- （2007年）:迴響週期自2007年3月3日~12月30日止。[4]
- SS小燕之夜-「不老騎士的熱血日記」2011年3月24日播出/中天綜合。
- 紀錄片影展 「不老騎士」熱血揭幕[5]  徐卉/台北/中央社 2012-09-29  20:30:53 PM
- 不老騎士勇敢逐夢 笑淚交織[6] 鄒念祖/自由時報 2012-9-6
- 一步一腳印 發現新臺灣-「騎士們的不老推手-林依瑩」2012年10月14日播出/TVBS。

### 廣告
- 「夢騎士」: 大眾銀行2011年形象廣告。網路上吸引超過百萬人次點。

### 贊助
CNEX視納華仁（片尾曲《路途》陳昇演唱）。

### 宣傳語
- 「七十歲，還是要每週跟你約會一次。」
- 「有一天，當你八十歲，還有多少做夢的勇氣?」
- 「DREAM 2012.10.12、人生80才開始」。
- 「追求夢想時，你會忘記自己幾歲。」by 不老騎士/賴清炎。
- 「十幾歲的月亮，和八十幾歲的月亮，都是一樣。如果人生可以像月亮這樣圓滿，該有多好。」by 不老騎士/賴清炎。
- 「我最後載你環島一次，還我這輩子欠你的承諾」by 不老騎士/何清桐。
- 「再等"N"天、夢想啟程」。
- 「追夢旅程、明天出發」。
- 「熱血追夢、今天開始」。
- 「爺爺希望你平平安安長大就好。」

### 正式放映
- 2012年10月12日，於全臺23家戲院同步放映。
- 至10月15日止，上映三天，已開出新台幣400萬元票房，榮登台灣影史紀錄片開片票房冠軍[8]。
- 至10月22日止，十天中，全臺灣票房紀錄已達新台幣1,160萬元，刷新2004年紀錄片「生命」的票房紀錄（新台幣1,041萬元）。

最終紀錄為於全台破最佳紀錄片票房紀錄（23家戲院上映63天，創三千萬臺幣票房紀錄） 。
- 2013年1月31日，香港五家戲院同時正式上映，在此同時，榮獲「香港影評人協會」甄選為「2012十大華語電影推薦影片」。

### 網路粉絲頁
- 「不老騎士-歐兜邁環台日記」F.B.粉絲網頁於2012年7月建立，2013年1月13日，於線上發佈粉絲按"讚"已突破30,000人次[11]。
- 至2015年11月1日13:00 止，粉絲網頁累積按"讚"人數為36,689人。但至2017年11月14日17:36 止，回縮為35,923人，粉絲人數總計則為34,522人。（按"讚"累計「目前」紀錄）

### 獎項
2012年 韓國釜山影展 「入圍」。香港亞洲電影節「入圍」。

## 後續
- 長者譚德玉參與公視節目「誰來晚餐」第三季18集「譚老爹的玉山夢」，此集榮獲2011年電視金鐘獎之入圍獎勵。[16]
- 2012年2月12日，華視晚間新聞播報，當日高雄20位癌症病友，以結伴騎機車方式，用八天時間實行環島旅行，完成希冀以久之圓夢計畫，希望用自己的故事，打動及鼓勵其他癌友，千萬不要放棄希望。[17]

- 2012年4月6日，彰化縣12位長者（團隊平均年齡61歲）以騎自行車模式，自彰化縣田中鎮出發，一路向南，花費近兩周時間，繞行臺灣一周，至4月19日順利回到終點。[18]
- 2012年4月中旬，新竹一位60歲的長者蔡正勝，亦是受到「不老騎士」廣告片的影響，向老闆以請長假的方式騎著自行車，共花費68天的時間，長征中國6,500公里(北京至福建)。[19]
- 臺灣「不老騎士」這股十三天機車環島壯舉，感動美國重機愛好者，美國摩托車雜誌（Motorcyclist）編輯、（探索頻道）製作人彼得.史塔（Peter Starr）於2011年時，應臺灣觀光局駐洛杉磯辦事處之邀，來臺勘查此地旅遊路線，發現臺灣環島旅遊相對路程極近，極適合機車旅遊，返美後，於其雜誌上發文報導，引發部份讀者迴響。近日又號召十位年長重機愛好者(五位平均年齡七十二歲，五位陪騎人員)。於2012年10月16日沿續臺灣「不老騎士」的出發地點集結，以四天時間尋訪阿里山、日月潭、太魯閣等觀光景點。[20][21][22]並在2012年10月22日齊聚台北市大直美麗華戲院，觀賞「不老騎士」的長紀錄片。而於10月23日搭機離開臺灣。

## 外部連結
- 《不老騎士-歐兜邁環台日記》的Facebook專頁
- Yahoo奇摩電影上《不老騎士-歐兜邁環台日記》的資料（繁體中文）
- 《不老騎士-歐兜邁環台日記 （页面存档备份，存于）》的Yahoo!電影（香港）頁面
- MSN娛樂上《不老騎士-歐兜邁環台日記》的資料（繁體中文）

- 開眼電影網上《不老騎士-歐兜邁環台日記》的資料（繁體中文）
- 開眼電影網上《不老騎士》的資料（繁體中文）
- 豆瓣电影上《不老騎士-歐兜邁環台日記》的資料 （简体中文）
- 豆瓣电影上《不老騎士》的資料 （简体中文）
- 时光网上《不老騎士-歐兜邁環台日記》的資料（简体中文）
- AllMovie上《不老騎士-歐兜邁環台日記》的资料（英文）
- 爛番茄上《不老騎士-歐兜邁環台日記》的資料（英文）
- 香港影庫上《不老騎士-歐兜邁環台日記》的資料（繁體中文）
- 互联网电影数据库（IMDb）上《不老騎士-歐兜邁環台日記》的资料（英文）
- 【不老騎士-歐兜邁環台日記】試片大受好評 觀眾落淚 掌聲不斷
- 「不老主播」盛竹如力挺【不老騎士-歐兜邁環台日記】
- 在老面孔裡瞥見歷史 訪「不老騎士」導演